# Kartuschenpistole

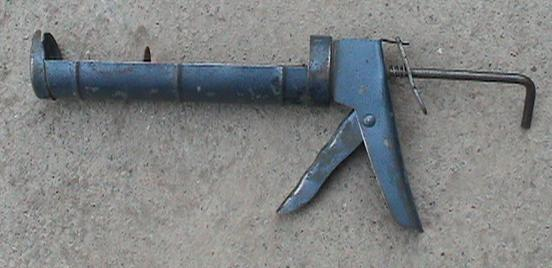
Handbetätigte Kartuschenpistole mit Halbschale in einfacher Ausführung

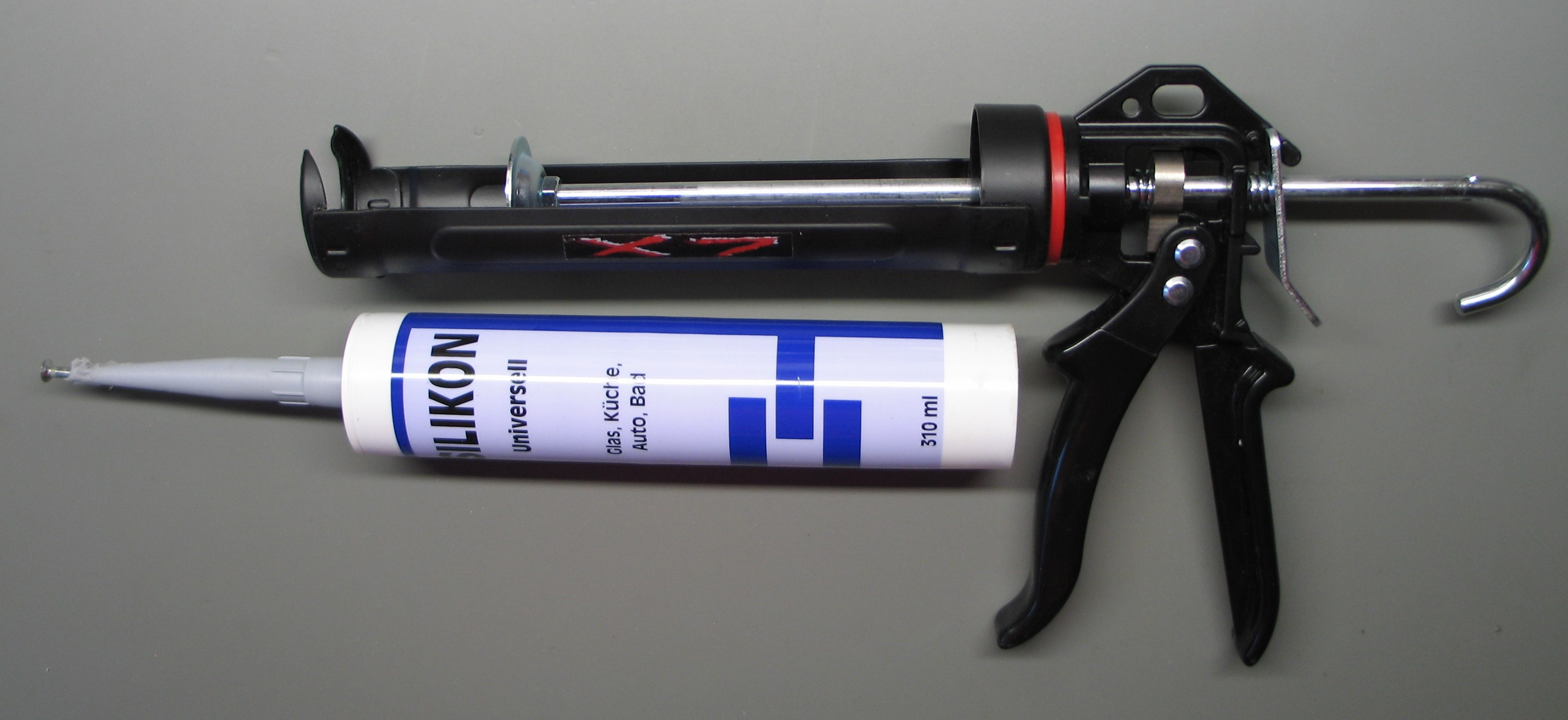
Stabile, handbetätigte Kartuschenpistole mit offener Halbschale und 310ml Silikonkartusche

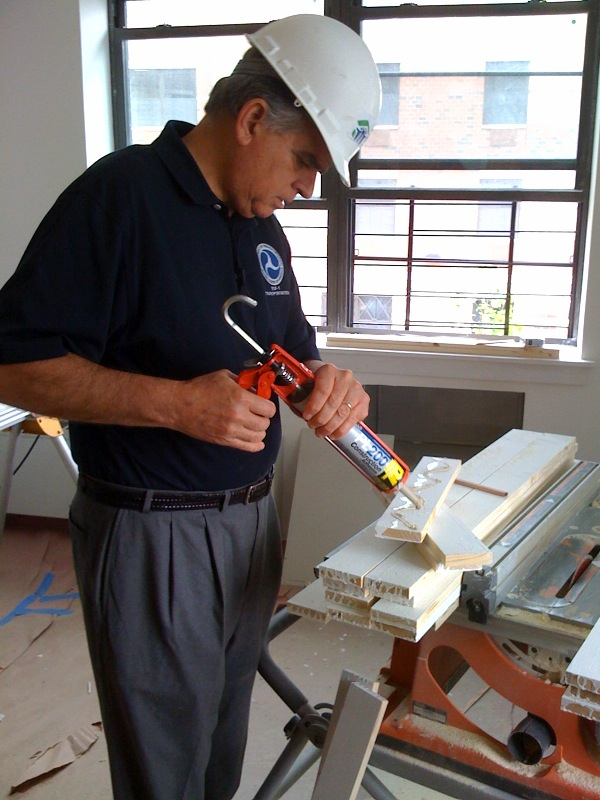
Einsatz einer Skelettpistole

Eine Kartuschenpistole (auch Kartuschenpresse oder Skelettpistole) ist ein Werkzeug, mit dem man zum Beispiel Silikonkartuschen oder sogenannte Folienbeutel, auch „Sparpackungen“ genannt, auspressen kann.
Bei den zu verarbeitenden Medien handelt es sich in der Regel um Dichtstoffe, wie zum Beispiel Silikon oder Acryl, bzw. Klebstoffe. Auch Verbundmörtel (Injektionsmörtel) kann mit solchen Kartuschen in Bohrlöcher injiziert werden, hat aber meist höhere Viskosität. Hochviskose Inhalte benötigen in der Regel deutlich stabilere Kartuschenpistolen.
Kartuschenpistolen werden in verschiedene Kategorien der Bauart unterteilt:
- Skelettpistolen die aus einem dünnen Rahmen aus Kunststoff oder Metall bestehen und die günstigste Variante darstellen können.
- Kartuschenpistolen mit und ohne Zahnstange als Halbschale ausgeführt.
- Kartuschenpistolen mit Rohr: Diese Pistolen haben einen Schraubverschluss und die Kartuschen werden von vorne eingeführt. Hochwertige Modelle lassen durch einen Umbau des Druckstempels eine Verarbeitung von Kartuschen und Folienbeuteln zu.

Kartuschenpistolen werden weiterhin in verschiedene Kategorien der Herkunft der ausübenden Kraft zum Auspressen der Dichtmasse, bzw. des Klebstoffes unterteilt:
1. Handdruckpistolen: mit Kraftübersetzungsverhältnis von 7:1 (einfache Skelettpistole), 10:1, 12:1, 18:1 oder 25:1 Das bedeutet, dass mit 10 N Druckausübung am Handgriff je nach Modell zwischen 70 und 250 N Druck auf die Kartusche ausgeübt werden kann. In den gängigen Baumärkten werden meist nur die Modelle mit 7:1 und 10:1 Druckkraftübersetzung angeboten. Höhere Übersetzungsverhältnisse erfordern einen entsprechend stabileren Aufbau der Pistole und sind infolgedessen erst in höherwertigen Modellen verfügbar.
2. Druckluftpistolen: Hier gibt es ausschließlich Pistolen mit Rohr, wobei entweder Druckluft von hinten direkt auf den Kartuschenboden einwirkt oder die Luft indirekt einen Teleskopkolben bzw. eine Druckstange mit Druckplatte auf den Kartuschenboden drückt.
3. Akkupistolen: Sind in Varianten mit Halbschale oder mit Rohr verfügbar. Üblich sind solche Akkupistolen mit Akkuspannungen von 2,4V bis 18V, wobei hier bei Geräten für die gewerbliche Anwendung Drücke bis über 5000 N erzeugt werden können. Dies kann minderwertige Kartuschen an ihre Belastungsgrenze bringen.

## Funktion
Die Kartusche wird von oben in die Pistole eingelegt. Durch Betätigen des Handhebels wird von hinten eine Stange gegen den Boden der Kartusche gedrückt. Der Boden bewegt sich dadurch ins Innere der Kartusche und presst dabei das in der Kartusche befindliche Material vorne aus der Düse. Ein Rückhaltebügel verhindert normalerweise das Zurückrutschen der Stange, er kann aber zur Entfernung einer leeren Kartusche gelöst werden.

## Einsatzgebiete
Die Kartuschenpistole wird überwiegend im Bauwesen eingesetzt um Silikon, Klebstoffe oder anderes Fugmaterial in entsprechende Fugen oder Hohlräume zu pressen.
Zum Befestigen von Schwerlastankern wird Verbundmörtel (Injektionsmörtel) verwendet. Dieser besteht in der Regel aus zwei Komponenten, die erst beim Auspressen in der speziellen Spritztülle (Statikmischer) vermengt werden und deshalb sind teilweise besondere Kartuschenpistolen nötig.